# Cittronilerna
Cittronilerna var en svensk cittragrupp bestående av östgötska kultur- och mediapersoner från Norrköping. Gruppen, som var aktiv mellan 1990 och 2010, marknadsförde sig som Världens enda manliga cittragrupp.
Gruppen startade 1990 som ett vad mellan ljudteknikern vid Sveriges Radio, Sten-Johan Johansson, och musikläraren Margareta Höglund som inte trodde att det skulle gå att hitta åtta herrar som ville spela det traditionellt kvinnliga instrumentet ackordcittra.
Under sin aktiva tid delade gruppen ut ett årligt kulturpris till en person som verkat i gruppens anda.

## Medlemmar
- John Pohlman, tidigare TV-meteorolog
- Magnus Höjer, tidigare rockmusiker och redaktör på SVT:s Östnytt
- Göran Sarring, regissör och marknadschef på Östgötateatern
- Lenny Carlsson, VD på Östgötateatern
- Bengt Ohlsson, vissångare
- Sten-Johan Johansson, tidigare ljudtekniker på Sveriges Radio
- Lars-Åke Franke-Blom, tonsättare
- Ragnar Dahlberg, tidigare programledare på SVT

## Tidigare medlemmar
- Sven Wernström (död 2018), författare
- Roland Wilén (död 2016), skådespelare, bland annat på Östgötateaterns scen